# Michio Mado
Michio Mado (jap. まど・みちお Mado Michio; ur. 16 listopada 1909, zm. 28 lutego 2014 w Tokio) – japoński poeta. W 1994 został wyróżniony Nagrodą im. Hansa Christiana Andersena.
Urodził się w Tokuyama, w prefekturze Yamaguchi. Swe dzieciństwo Mado spędził pod opieką dziadka, ponieważ jego rodzice wyjechali na Tajwan, gdzie pracowali. Później Mado dołączył do nich. Ukończył School of Industrial Instruction w Tajpej, a następnie pracował w biurze gubernatora generalnego Tajwanu.
Został laureatem Nagrody Asahi za 1998 rok.